# Trần Hợi (xã)
Trần Hợi là một xã thuộc huyện Trần Văn Thời, tỉnh Cà Mau, Việt Nam.

## Địa lý
Xã Trần Hợi nằm ở phía bắc huyện Trần Văn Thời, có vị trí địa lý:
- Phía đông giáp xã Khánh Bình Đông và huyện Thới Bình
- Phía tây giáp các xã Khánh Hưng, Khánh Bình Tây, Khánh Bình Tây Bắc
- Phía nam giáp thị trấn Trần Văn Thời và xã Khánh Lộc
- Phía bắc giáp xã Khánh Bình Tây Bắc và huyện U Minh.

Xã Trần Hợi có diện tích 92,43 km², dân số năm 2022 là 18.103 người, mật độ dân số đạt 195 người/km².

## Hành chính
Xã Trần Hợi được chia thành 14 ấp: 1, 2, 3, 4, 5, 6, 10A, 10B, 10C, Bình Minh 1, Bình Minh 2, Kinh Chùa, Kinh Cũ, Vồ Dơi.

## Lịch sử
Ngày 25 tháng 7 năm 1979, Hội đồng Chính phủ ban hành Quyết định số 275-CP về việc chia xã Trần Hội thành 4 xã: Khánh Lộc, Khánh Dũng, Khánh Xuân, Trần Hội và thị trấn Trần Thời.
Ngày 14 tháng 2 năm 1987 của Hội đồng Bộ trưởng ban hành Quyết định số 33B-HĐBT về việc sáp nhập xã Trần Hợi vào xã Khánh Xuân.
Xã Khánh Xuân có 2.346 hécta đất và 10.296 nhân khẩu.
Ngày 2 tháng 2 năm 1991, Ban Tổ chức Chính phủ ban hành Quyết định số 51/QĐ-TCCP về việc đổi tên xã Khánh Xuân thành xã Trần Hợi.
Ngày 6 tháng 11 năm 1996, Quốc hội ban hành Nghị quyết về việc chia tỉnh Minh Hải thành hai tỉnh là tỉnh Bạc Liêu và tỉnh Cà Mau. Khi đó, xã Trần Hợi thuộc huyện Trần Văn Thời, tỉnh Cà Mau.
Ngày 5 tháng 9 năm 2005, Chính phủ ban hành Nghị định số 113/2005/NĐ-CP về việc thành lập xã Khánh Lộc trên cơ sở 2.478 ha diện tích tự nhiên và 8.215 người của xã Trần Hợi.
Sau khi điều chỉnh địa giới hành chính, xã Trần Hợi còn lại 9.346 ha diện tích tự nhiên và 14.000 nhân khẩu.